# Alfred Kaae
Alfred Kaae (født 11. oktober 1892, død 15. september 1973 i Ulfborg) var en dansk skolelærer, historiker, forfatter, illustrator, arkæolog og kunstner. Han dimitterede som skolelærer fra Silkeborg Seminarium i 1915, og efter nogle år med vikariater og værnepligt, blev han i november 1919 vikar for en vinter på Torsted nordre skole, senere Kronhede skole. 
Han arbejdede som lærer på Kronhede skole frem til 1957, hvor han stoppede og gik på pension. 
Alfred Kaae har desuden fået opkaldt Kaaesvej efter sig. Vejen går gennem Kronheden og kommer forbi Kronhede Lejrskole, tidligere Kronhede Skole, og Kronhede Forsamlingshus.  

## Forfatterskab
Hans interesse og engagement i lokalområdet kom blandt andet til udtryk ved hans interesse for områdets lokalhistorie, som han beskrev i en række artikler og værker. Han var aktiv forfatter og medlem af Historisk Samfund for Ringkøbing Amts styrelse fra 1947-67, fra 1950 tillige som medlem af Hardsyssels Årbogs redaktion. Derudover har Alfred Kaae udgivet en række sognebøger, den første Torsted i 1945, og den sidste Staby Sogn udkom i 1972. Hans forfatterskab omhandlede også områdets skolepolitik. I 1962 blev Alfred Kaae belønnet med Dansk Historisk Fællesforenings årbogspris for sin afhandling om Lundenæs Len (Hardsyssels Årbog 1959) og i 1972 modtog Alfred Kaae den kongelige belønningsmedalje af 1. grad i guld.
Derudover var Alfred Kaae optaget af arkæologi og havde i den forbindelse fået betroet opgaven af Nationalmuseet at lave arkæologiske udgravninger i gravhøje og jættestuer i Torsted Sogn

## Kronhede forsamlingshus
I 1920 fik husmand Hans Kristian Kristensen, Fejsøhus, ideen at rejse et forsamlingshus ved siden af skolen. Sammen med Alfred Kaae fik de samlet midler til opførelsen ved hjælp af salg af aktier, senere kaldet andele, og de fik af Torsted Sogneråd tilladelse til at opføre forsamlingshuset på Kronhede skoles grund. Kronhede forsamlingshus blev indviet d. 29. marts 1925.

## Historiens Sten
I 1938 huggede og rejste Alfred Kaae Historiens Sten. Denne sten står i dag i lysningen overfor Kronhede forsamlingshus. Historiens sten rummer en række centrale begivenheder, årstal og betragtninger fra danmarkshistorien. Således kan man følge Ansgars mission i Danmark år 827, Jyske Lov 1241, Kalmarunionens sammenbrud 1523, Reformationen 1536, Stavnsbåndets ophævelse 1788, Danmarks Grundlov 1849 samt Genforeningen 1920. 

## Udvalgt bibliografi
- Alfred Kaae (1949), Laasby Sogn, Wikidata  Q89995713 
  - Anmeldt i Carl Lindberg Nielsen (1952), "Alfred Kaae: Laasby Sogn. 1949. (Kaaes Forlag, Kronhede, Ulfborg)", Jyske samlinger: 139-140, Wikidata  Q89995510